# Tsolmon Bolor

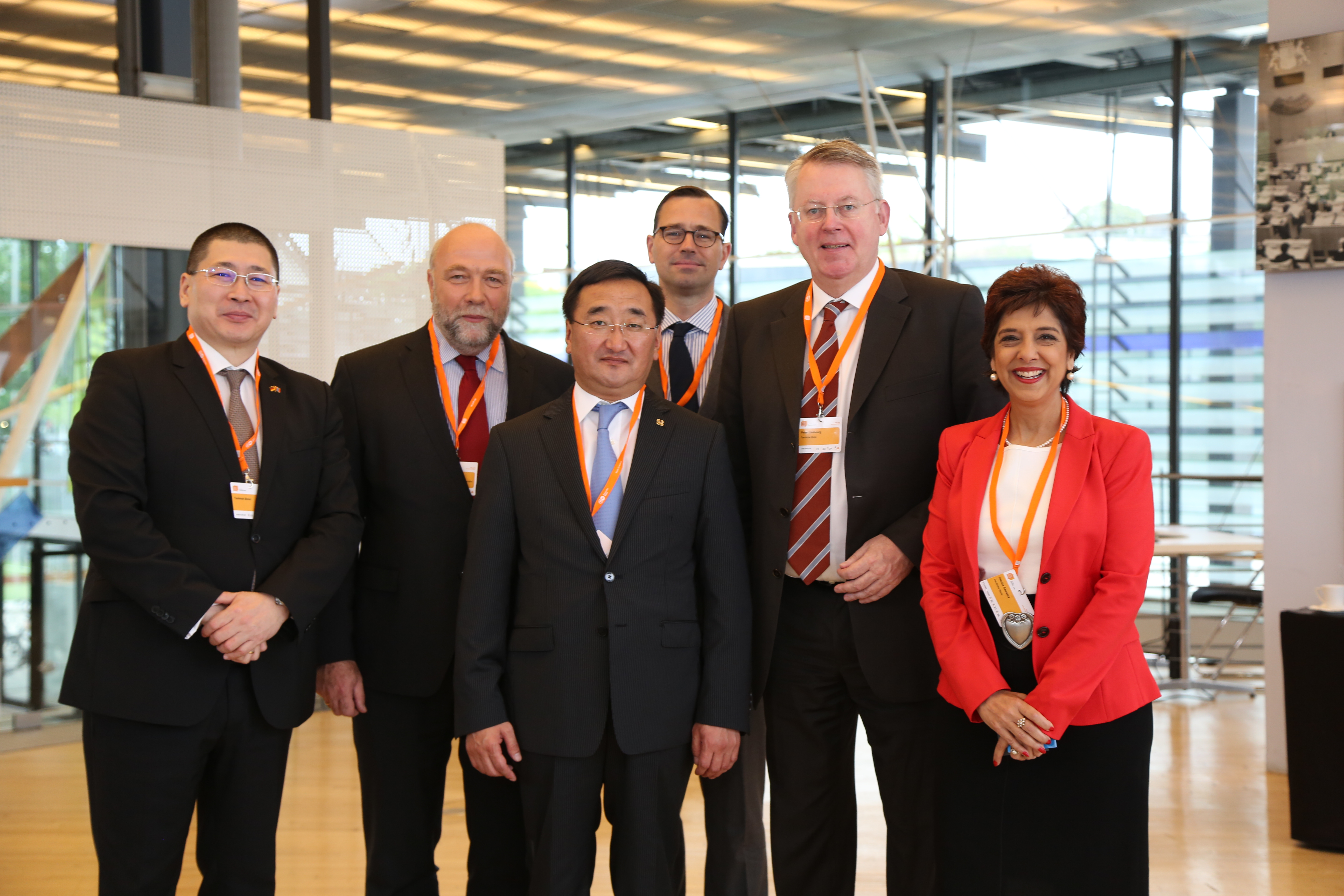
Tsolmon Bolor (links), 2015

Tsolmon Bolor (mongolisch Цолмон Болор; * 1966) ist ein mongolischer Diplomat.

## Leben
Er studierte von 1984 bis 1989 am Institut für Internationale Beziehungen der DDR in Potsdam und an der Diplomatischen Akademie Wien. 1995 ging er an die mongolische Botschaft in Deutschland nach Bonn. Nach dem Umzug der Botschaft nach Berlin war er ab 2007 als Leiter der Konsularabteilung tätig. 2008 ging er zurück in die Mongolei und wurde stellvertretender Direktor der für Europa zuständigen Abteilung des mongolischen Außenministeriums. 2010 wurde er als Gesandter-Botschaftsrat wieder an die Botschaft nach Berlin entsandt.
Am 14. April 2014 wurde er als mongolischer Botschafter in Deutschland akkreditiert.